# Efstathios Tavlaridis
Efstathios Tavlaridis, Στάθης Ταυλαρίδης en griego (25 de enero de 1980 en Serres, Grecia), es un exfutbolista griego que se desempeñaba como defensa central su último club fue el Aris Salónica de la Super Liga de Grecia.

## Selección nacional
Ha sido internacional con la Selección de fútbol de Grecia, ha jugado 2 partidos internacionales.

## Trayectoria
| Club             | País       | Año       |
| ---------------- | ---------- | --------- |
| Iraklis FC       | Grecia     | 1997-2002 |
| Arsenal FC       | Inglaterra | 2002-2004 |
| Portsmouth FC    | Inglaterra | 2003      |
| Lille OSC        | Francia    | 2004-2007 |
| AS Saint-Étienne | Francia    | 2007-2010 |
| AE Larisa        | Grecia     | 2010-2011 |
| OFI Creta        | Gracia     | 2011-2012 |
| Aris Salónica    | Gracia     | 2016-2017 |